# Oripawina
Oripawina (orypawina) – organiczny związek chemiczny z grupy opiatów, główny metabolit tebainy. Jest cząsteczką prototypową serii półsyntetycznych opioidów, wśród których znajduje się buprenorfina. Pomimo właściwości znieczulających zbliżonych do morfiny, rzadko jest stosowana klinicznie ze względu na wysoką toksyczność i niski indeks terapeutyczny.
Jest objęta Jednolitą konwencją o środkach odurzających z 1961 roku (wykaz I). W Polsce znajduje się w kategorii I-N wykazu środków odurzających i substancji psychotropowych, zatem jego posiadanie jest nielegalne.